# Volta Grande
Volta Grande é um município brasileiro do estado de Minas Gerais. Sua população estimada em 2004 era de 5.118 habitantes.

## Geografia
O município localiza-se na Mesorregião da Zona da Mata mineira junto à divisa com o estado do Rio de Janeiro. A cidade dista por rodovia 352 km da capital Belo Horizonte. Possui cerca de 16 alqueires de área total.

### Rodovias
- BR-393
- BR-120

### Ferrovias
- Linha do Centro da antiga Estrada de Ferro Leopoldina [6]

### Relevo, clima, hidrografia
A altitude da sede é de 210 m. O clima é do tipo tropical com chuvas durante o verão e temperatura média anual em torno de 19 °C, com variações entre 15 °C (média das mínimas) e 23 °C (média das máximas). Considerado por estudiosos como o quarto melhor clima da América do Sul. (ALMG)
O município de Volta Grande integra a bacia do rio Paraíba do Sul, sendo banhado pelos rios Angu e Paraíba do Sul.

### Demografia
Dados do Censo - 2000
População Total: 4.919
- Urbana: 3.477
- Rural: 1.442
- Homens: 2.458
- Mulheres: 2.460

(Fonte: AMM)
Densidade demográfica (hab./km²): 23,5
Mortalidade infantil até 1 ano (por mil): 33,1
Expectativa de vida (anos): 68,6
Taxa de fecundidade (filhos por mulher): 2,4
Taxa de Alfabetização: 81,2%
Índice de Desenvolvimento Humano (IDH-M): 0,732
- IDH-M Renda: 0,650
- IDH-M Longevidade: 0,726
- IDH-M Educação: 0,821

(Fonte: PNUD/2000)

## História
A região onde se encontra Volta Grande era, durante a Colônia, conhecida como Sertões do Leste. Habitada por indígenas puris, o lugar foi desprezado durante todo o século XVIII.
Além disso, com a descoberta do Ouro na região atual de Cantagalo, Rio de Janeiro, o governo central de Minas Gerais proibiu o trânsito na região, para coibir o contrabando.
Os primeiros povoadores devem ter atingido o território do atual Município de Vota Grande, em fins do século XVIII. O núcleo primitivo da atual cidade teria surgido em torno de uma fazenda. Seu desenvolvimento inicial está ligado a cultura cafeeira que aí se expandiu, no decorrer do século XIX.
Há evidências de que o povoado, por volta de 1870, já apresentava certa importância. A inauguração na localidade da estação da Estrada de Ferro Leopoldina, em 1874, que contou com a presença do Imperador Pedro II, foi bastante significativo para o crescimento econômico do núcleo populacional da região.
O povoado, que pertencera anteriormente aos municípios de Mar de Espanha e a Leopoldina, foi elevado a distrito pelo decreto nº 404, de 5 de março de 1891 e incorporado ao município de Além Paraíba. Por força do Decreto-Lei nº 148, de 17 de dezembro de 1938, foi criado o município, constituído de quatro distritos: Sede, São Luiz (atual Trimonte), Água Viva e Estrela Dalva). A emancipação ocorreu em virtude da atuação do movimento municipalista comandado pelos grandes proprietários de terras locais, tais como Bernardino Rocha, Gaspar Maria Pereira, Francisco Figueira Alvim, Antonio Ribeiro dos Reis e dos industriais Arthur Villela Pedras e José Villela Pedras, que obtiveram êxito em seu movimento, empossando o Capitão José Venâncio Augusto de Godoy como primeiro prefeito do Município e sua esposa, Georgina Paixão Godoy, como primeira presidente da câmara de vereadores do novo município. Em 1953, perde os distritos de Água Viva e Estrela Dalva, ocasião em que foi fundado o município de Estrela Dalva.  